# Direct Laser Interference Patterning
Die direkte Laserstrahlinterferenzstrukturierung, im Englischen Direct Laser Interference Patterning (DLIP), ist eine laserbasierte Technologie, welche das physikalische Prinzip der Interferenz von hochintensiven kohärenten Laserlichtstrahlen nutzt, um funktionelle periodische Mikrostrukturen herzustellen. DLIP kann auf nahezu jedem Material angewendet werden und verändert die Eigenschaften der Oberflächen in vielen Bereichen hinsichtlich elektrischer und optischer Eigenschaften, der Tribologie (Reibung und Verschleiß), Lichtabsorption und Benetzungsfähigkeit (damit in Zusammenhang auch hygienischer Eigenschaften).

## Geschichte
In den 1990er Jahren lernte Frank Mücklich bei Martin Stutzmann an der TU München dessen Verfahren zur lokalen Kristallisation von amorphen Schichten kennen. Das Verfahren beruhte auf Laserinterferenz. Mücklich, der bereits in der Promotion intensive theoretische und experimentelle Erfahrungen mit Interferenzphänomenen gesammelt hatte, wollte diese nun mit höherer Laser-Intensität für die Entwicklung einer lokal-periodischen Gefüge-Metallurgie einsetzen. Mithilfe des Preisgelds seines Alfried-Krupp-Förderpreises 1997 konnte er dies in den Labors seines Lehrstuhles für Funktionswerkstoffe an der Universität des Saarlandes realisieren, indem er einen Nanosekundenlaser und die nötige optische Ausstattung kaufte.
Was bei den Experimenten jedoch auffiel war, dass sich neben der Gefügemetallurgie, also der mikrostrukturellen Änderung im Inneren auch die Mikro-Topografie der Oberfläche steuern ließ. Das periodische geometrische Muster ist dabei abhängig von der Zahl der interferierenden kohärenten Laserstrahlen und deren Winkel zueinander. Damit begann die Geschichte des Direct Laser Interference Patterning.
Inspiriert durch die Bionik-Forschung von Nachtigall entstand zunächst die gemeinsame Idee, die in der belebten Natur typischen und für die jeweiligen „Funktionalitäten“ bei Pflanzen und Tieren evolutionär optimierten Oberflächenstrukturierungen nachzuvollziehen im Rahmen des interdisziplinären Forschungsthemas der „Biologisch komponierten Materialien“. Dabei waren die Arbeiten mit seinem damaligen Doktoranden, Andrés Lasagni, ganz besonders inspirierend und erzielten gemeinsam rasche Erfolge: 2006 promovierte Lasagni als bester Doktorand des Jahres zu Strukturierung durch Laserinterferenzmetallurgie im Mikro-/Nanobereich („Advanced design of periodical structures by laser interference metallurgy in the micro/nano scale on macroscopic areas“). Für die erfolgreichen Publikationen verlieh die Jury des International Journal of Materials Research – IJMR an Mücklich, Lasagni und Claus Daniel den Werner Koester Preis der DGM.
2008 kehrte Lasagni nach seinem Postdoc-Aufenthalt als Humboldt-Stipendiat in den USA mit einem Fraunhofer-Attract-Grant nach Deutschland zurück und baute am Fraunhofer IWS Dresden ein Forschungsteam zum Thema „Surface Functionalization“ auf. Dort entwickelte er die für die robuste Anwendung der entscheidenden kompakten Optiken für die heutige DLIP Technologie, während Mücklich und sein Team in Saarbrücken immer neue werkstofftechnische Anwendungsfelder zur Oberflächenfunktionalisierung durch DLIP erschlossen und 2009 das Material Engineering Center Saarland eröffneten, in dem direkte Industrie-Kooperationen den Transfer vorantrieben.
Für seine außergewöhnliche Leistung erhielt Andrés Lasagni 2013 den Masing-Gedächtnispreis der DGM.
Für die gemeinsame innovative Innovationsplattform der Lasertechnologie und die einzigartig erfolgreiche Kooperation wurden Mücklich und Lasagni 2016 mit dem Berthold Leibinger Innovationspreis für die Entwicklung der direkten Laserinterferenzstrukturierung (DLIP) ausgezeichnet.
2020 gründeten Mücklich und Lasagni zusammen mit Dominik Britz und Ralf Zastrau die Firma SurFunction GmbH, um die Technologie an die jeweiligen Anforderungen angepasst zu kommerzialisieren.

## Verfahren
Sinnbildlich können sich die elektromagnetischen Wellen eines Laserstrahls ähnlich zu Wasserwellen unter Ausbildung von Intensitätsmustern überlagern. Dieses Prinzip wird Interferenz genannt. Trifft ein Wellenberg der ersten sich ausbreitenden Welle auf einen Wellenberg der überlagernden, zweiten Welle, so resultiert dies in der Ausbildung einer größeren Welle, genannt konstruktive Interferenz. Trifft ein Wellental auf einen Wellenberg, so kommt es zur Auslöschung der Welle, genannt destruktive Interferenz.
Auf diese Weise werden mittels überlagernder kohärenter Laserstrahlen Intensitätsmuster erzeugt, welche auf eine Bauteiloberfläche projiziert werden. Das Material wird in Bereichen konstruktiver Interferenz, je nach Pulslänge, aufgeschmolzen oder sogar verdampft, während es in Bereichen destruktiver Interferenz nahezu unbeeinflusst verbleibt. Die Anzahl und Anordnung der Strahlen zueinander bestimmt die Art des aufgebrachten Musters. Dies kann z. B. ein Linien-, Kreuz-, Punktmuster bzw. nahezu jedes periodische Oberflächenmuster sein.

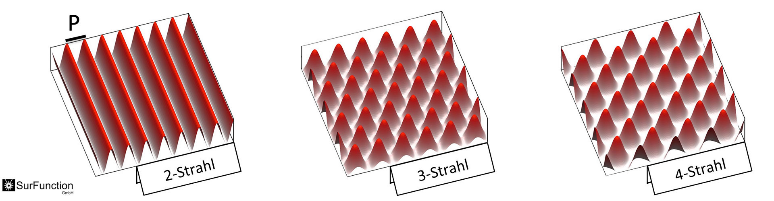
Höhere Komplexitäten von Oberflächenstrukturierung können mit zunehmender Anzahl von Strahlen kreiert werden

Der Winkel zwischen den sich überlagernden Laserstrahlen und die Wellenlänge des verwendeten Lasers entscheiden über die Strukturgröße des applizierten, periodischen Intensitätsmusters.
Der Strahldurchmesser muss im Gegensatz zu anderen Bearbeitungsverfahren, wie z. B. dem Laserschreiben, nicht fokussiert werden. Dadurch kann eine deutlich größere Fläche pro Laserpuls bearbeitet werden. Gleichzeitig können mikroskopisch kleine Strukturen, kleiner als bei Strahlfokussierung, die der Beugungsgrenze unterliegt, schnell und berührungslos erzeugt werden.
DLIP, gepaart mit einem Hochfrequenzlaser, erreicht so Bearbeitungsgeschwindigkeiten im Bereich von >1 m²/min bei höchster Präzision bis in den Nanometerbereich.
Zusätzlich besitzt das DLIP Verfahren im Vergleich zum Laserschreiben eine sehr hohe Tiefenschärfe, da DLIP nicht auf eine genaue Fokussierung des Laserstrahls angewiesen ist, sondern ein „Interferenzvolumen“ erzeugt, innerhalb dessen die Oberfläche mit dem entsprechenden Interferenzmuster gleichermaßen strukturiert wird.
DLIP bietet eine de facto unendliche Vielfalt von Strukturierungsmöglichkeiten durch den Einsatz von Nano-, Pico- oder Femtosekundenlasern, der Anzahl der interferierenden Laserstrahlen und deren Geometrie zueinander sowie der Wellenlänge des eingesetzten Lichts.

## Prominente Forschungsprojekte
Für die Erforschung der DLIP Technologie wurden mehr als 500 Publikationen (Stand: 2022) veröffentlicht.
Projekte mit Bezug zur Forschung im Weltraum sind ein wichtiges Themenfeld, um das Potenzial für die hygienischen Eigenschaften der Oberflächenstrukturierung durch DLIP zu untersuchen. Die Auswirkungen von Biofilmen sind im Weltraum größer als auf der Erde, da einerseits das Leben der Besatzung und der Erfolg der Mission vom nominalen Betrieb mechanischer Systeme abhängen, der durch Materialschäden in Verbindung mit Biofilmwachstum unterbrochen werden kann und andererseits die isolierte, begrenzte Umgebung in der Raumfahrt die Krankheitsübertragungsrate erhöhen kann. Im Fall der Internationalen Raumstation (ISS) sind Biofilme ein Problem des Umweltkontroll- und Lebenserhaltungssystems (Environmental Control and Life Support System, ECLSS), insbesondere der Wasserprozessoreinheit (WPA). Ziel ist es das Verhalten von Mikroorganismen und die Entstehung von Biofilmen zu verstehen, da sie zum einen Auswirkungen auf die Gesundheit (der Astronauten) haben, zum anderen hat sich gezeigt, dass entstehende Biofilme zu Materialschäden führen, die aus Gründen der Nachhaltigkeit und zur Verbesserung der Langlebigkeit von Produkten und Materialien in der Industrie und in vielen Branchen auch auf der Erde minimiert werden sollen.
Besondere mediale Aufmerksamkeit erhielten dabei folgende Weltraumprojekte in Zusammenarbeit mit NASA und ESA:
- Touching surfaces (Testing antimicrobial surfaces for space-flight and earth applications):  Bei diesem Experiment werden neuartige Oberflächen mit und ohne aktiv antimikrobiellen Eigenschaften in Kombination mit einer bakterienkontaktsteuernden Oberflächenstrukturierung durch DLIP auf deren antimikrobielle Wirksamkeit unter Weltraumbedingungen untersucht. Die Berührungsflächen wurden von den Astronautinnen und Astronauten an Bord der ISS berührt. Die darauf befindlichen Mikroben werden dann auf der Erde hinsichtlicher einer Biofilmbildung untersucht.[15][16][17]
- Biofilms (Testing Laser Structured Antimicrobial Surfaces Under Space Conditions): Das BIOFILMS-Experiment untersucht die Biofilmbildung auf verschiedenen antimikrobiellen Oberflächen unter Weltraumbedingungen. Diese Oberflächen bestehen aus verschiedenen Metallen mit und ohne aktiv bakterizide Eigenschaften, die zusätzlich durch ultrakurz gepulstes DLIP in der Größenordnung einzelner Bakterienzellen oberflächenstrukturiert wurden. Auf diese Weise werden den im Experiment verwendeten Bakterienstämmen verbesserte, bzw. verschlechterte Kontaktbedingungen geboten. Der Einfluss dieser Oberflächeneigenschaften auf die bakterielle Biofilmbildung wird dabei im Zusammenhang mit variabler Schwerkraft durch Rotation in einer Zentrifuge innerhalb der ISS für Mond, Mars und Erde untersucht.[18][19]
- Space Biofilms: Ende 2019 startete das Experiment Space Biofilms zur ISS, um die Spezifika von im Weltraum gebildeten Biofilmen im Vergleich zu deren entsprechendem Pendant auf der Erde zu untersuchen. Neben der Expression antimikrobieller Resistenzgene wurden hier auch neuartige Materialien, u. a. auf Basis der DLIP-Technologie als potenzielle Biofilm-Eindämmungsstrategien für zukünftige kritische ECLSS-Komponenten zu testen.[20][21]
- ConTACTS Concordia: Das Concordia-Experiment ConTACTS dient der Analyse antimikrobieller Oberflächen als Strategie zur Verringerung der mikrobiellen Belastung von Kontaktflächen und zur aktiven Verfolgung der mikrobiellen Ausbreitung. Die Concordia-Station in der Antarktis dient hierbei innerhalb der mehrmonatigen Überwinterungsphase im arktischen Winter als Modell-Umgebung zur Untersuchung der speziellen Bedingungen innerhalb räumlich abgeschlossener künstlicher Habitate. Im Projekt ConTACTS Concordia werden in verschiedenen Bereichen der Concordia-Station innerhalb des mehrmonatigen Zeitraums der Überwinterung Probenträger mit antimikrobiell funktionalisierten Oberflächen angebracht. Diese Standorte sollen sich in ihren Umweltbedingungen wie Temperatur und Luftfeuchtigkeit und in der Häufigkeit des Aufenthalts von Personen unterscheiden. Die Touch Arrays umfassen antimikrobielle metallische Oberflächen auf Kupferbasis mit und ohne zusätzliche topografische Oberflächenstrukturierung mit DLIP. Die Oberflächen werden sowohl direkter täglicher Kontaktierung als auch reiner Luftstrom-Exposition in verschiedenen atmosphärisch variierenden Bereichen der Station ausgesetzt. Die durch DLIP erzeugten Eigenschaften sollen trotz der extremen Umwelteinflüsse intakt bleiben. Das Projekt wird dazu beitragen, die mikrobielle Ausbreitung in geschlossenen Lebensräumen u. a. durch häufig berührte Oberflächen zu verstehen und optimierte Eindämmungsstrategien zu erproben. (Start 2023)

Weitere prominente Projekte:
- Photovoltaic Projekt des Fraunhofer IWS und IAPP: Um eine Effizienzerhöhung von Photovoltaic-Anlagen zu erreichen, wurden 2011 organische Solarzellen auf texturierten, flexiblen Polymermaterialien mithilfe von DLIP hergestellt, wobei eine Steigerung des relativen Wirkungsgrads um 21 % beobachtet wurde. Diese Verbesserung wird durch die Faltung der Absorptionsoberfläche ermöglicht, die die effiziente Fläche vergrößert und das Licht zur bevorzugten Absorption streut. DLIP wurde so als großes Potenzial für die Entwicklung hocheffizienter Solarzellen für organische und andere Dünnschicht-Solartechnologien erkannt.

## Preise im Zusammenhang mit DLIP
- Masing-Gedächtnispreis 2020 an  Andreas Rosenkranz
- Transferpreis der Steinbeis-Stiftung | Löhn-Preis (2019) an  Mücklich und das von ihm geleitete Material Engineering Center Saarland (MECS) und TE Connectivity[22][23]
- Materials Science and Technology Prize der FEMS (2017) an  Andrés Lasagni[24]
- Berthold Leibinger Innovationspreis (2016) an die Projektgruppen Direct Laser Interference Patterning von   Mücklich und   Lasagni für die beste Laserinnovation[25]
- Masing-Gedächtnispreis 2012 an  Andrés Lasagni[26]
- German High Tech Champions Award (2011) an  Andrés Lasagni für Forschungen zur Effizienzsteigerung bei Photovoltaic-Anlagen[27]
- Werner Köster Preis (2006) an Frank Mücklich,   Andrés Lasagni und   Claus Daniel für die beste Publikation des Jahres im International Journal of Materials Research
- Fraunhofer Attract Förderpreis an   Andrés Lasagni für »Micro/nano« Fabrication of Surface Architectures using Direct Laser Interference Patterning